# Saria (strip)
Saria is een Belgische stripreeks van scenarist Jean Dufaux en tekenaars Paolo Eleuteri Serpieri en Riccardo Federici. 

## Omschrijving
Aanvankelijk droeg de reeks - die uit drie delen bestaat - de naam Les enfers en werd ze uitgegeven bij uitgeverij Robert Laffont. Het eerste deel,  Les trois clefs (De drie sleutels) verscheen in  2007 met Paolo Eleuteri Serpieri als tekenaar.
Voor de twee volgende albums, La Porte de l'ange (Engelenpoort) en La fin d'un règne (Het einde van een rijk), werd Ricardo Federici aangetrokken als tekenaar.. Deze werden uitgebracht bij uitgeverij Delcourt. 
In het Nederlands kwam de reeks uit in 2013 bij uitgeverij Medusa. De werken zijn vertaald door Peter de Raaf.

## Synopsis
De reeks speelt zich af in Venetië. Prins Assanti is net gestorven. Hij geeft een kistje met drie sleutels aan zijn dochter Saria. Deze zijn voor de engelenpoort en geven toegang tot het Paradijs, de Onderwereld en het Niets. Geëscorteerd door Orlando, een getrouwe dienaar, vlucht ze ver weg van het koninklijk paleis en de gevaren daarvan. Zes jaar later keert La Luna terug om haar lot het hoofd te bieden ...